# Vaporwave

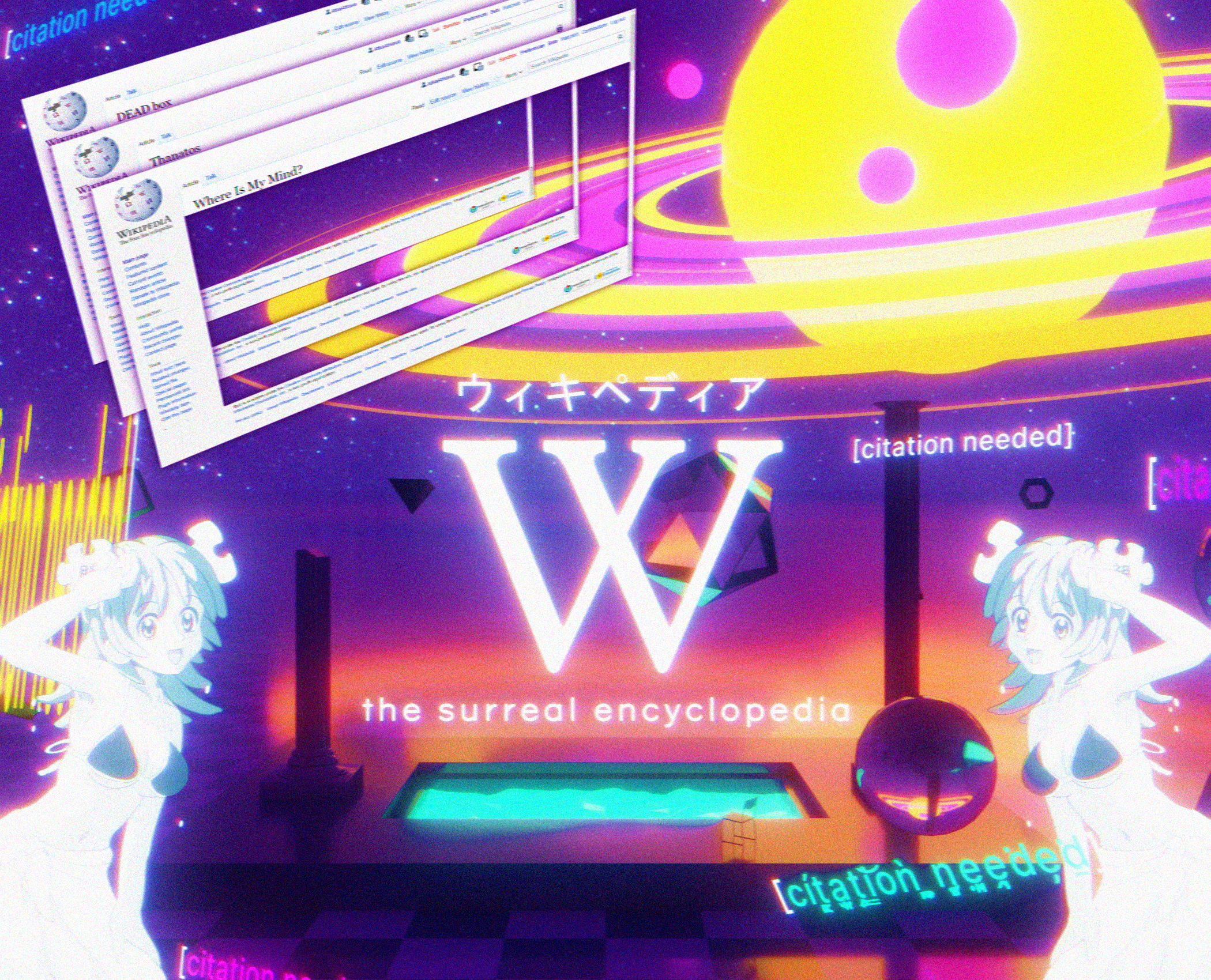
Obrázek ve stylu vaporwave s Wikipedií jako hlavním tématem

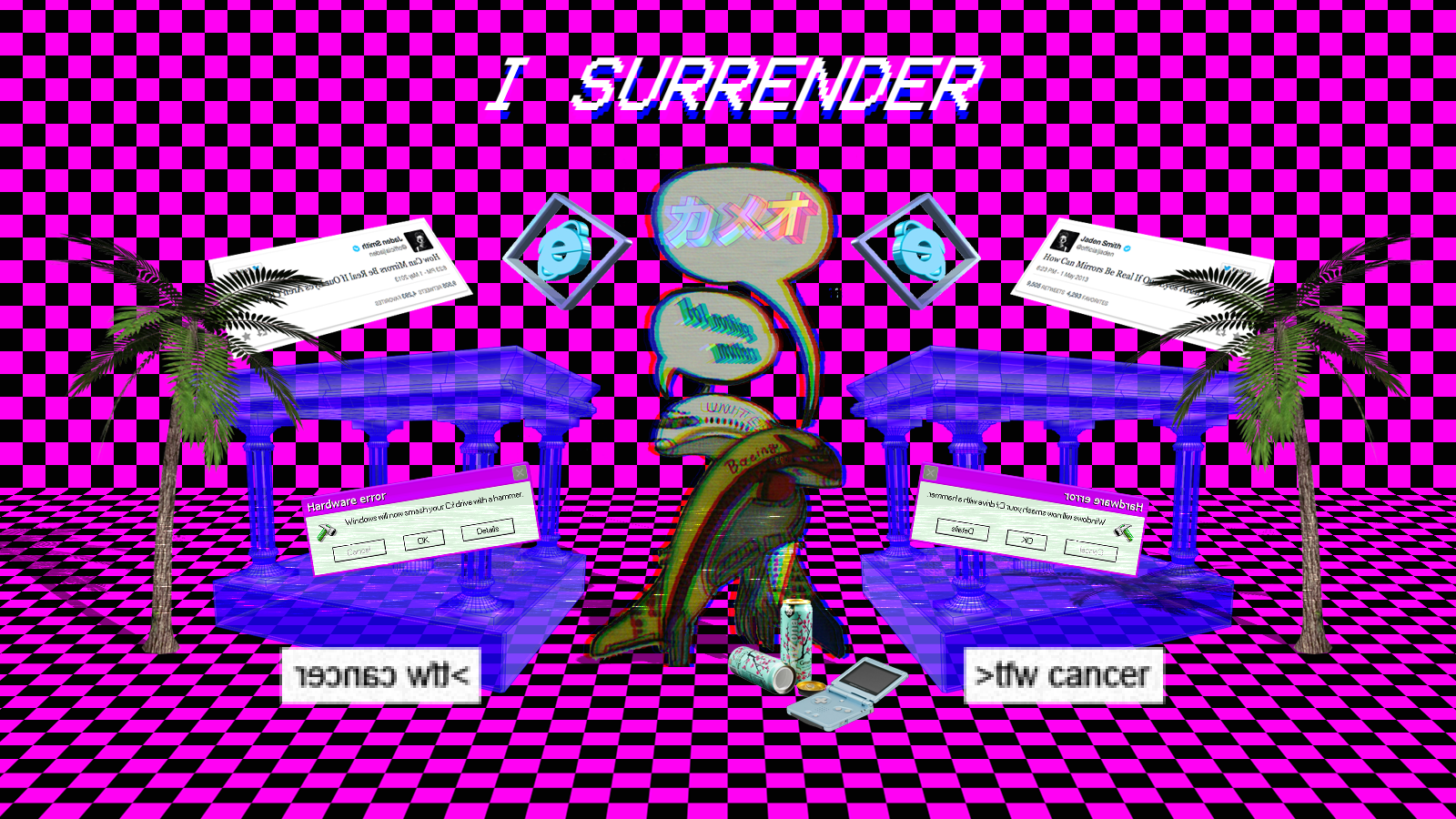
Příklad grafiky typické pro vaporwave

Vaporwave (stylizováno jako ＶＡＰＯＲＷＡＶＥ[zdroj⁠?!]) je hudební a umělecký styl, který vznikl okolo roku 2010. Šíří se především po internetu, hlavně na stránkách jako je 4chan, Reddit, YouTube nebo Last.fm. Řadí se mezi elektronickou hudbu.
Má původ v mnoha stylech. První písní v tomto žánru zřejmě byla Eccojams Vol. 1 od Chucka Persona. Album, které způsobilo převrat a pomohlo k dalšími rozšíření bylo Floral Shoppe od Macintoshe Plus, z něhož je nejznámější píseň リサフランク420 / 現代のコンピュー (přepis: Risafuranku 420/ gendai no konpyū).

## Původ názvu
Název vaporwave pochází z angličtiny.

## Grafika
S vaporwavem se pojí také grafika, nazývaná estetika (anglicky: aestethics, často stylizováno jako ＡＥＳＴＨＥＴＩＣＳ). Je inspirována 80.–90. lety 20. století, videohrami, technologiemi a reklamami této doby, využívá také mnoho prvků z operačního systému Windows 95. Dále se v grafice objevují sochy z antické doby, tropické scenérie a často se přidávají nápisy v japonských písmech (hiragana, katakana a kandži).

## Známí interpreti
- 2814[6]
- Blank Banshee[7]
- Skylar Spence[8]
- James Ferraro[9]
- George Clanton (známý pod přezdívkou ESPRIT 空想)[10]
- Oneohtrix Point Never[11]
- Vektroid (známa též pod názvem Macintosh Plus)[12]